# Thorectes juengeri
Thorectes juengeri is een keversoort uit de familie mesttorren (Geotrupidae). De wetenschappelijke naam van de soort werd in 1995 gepubliceerd door Romero-Samper.